# فرضیه سیل دریای سیاه

نقشهٔ دریای سیاه

فوران یا سیلاب دریای سیاه، یکی از سه نگره (فرضیه) مشهور توفان و فوران تاریخ کواترنری دریای سیاه است، که یکی از دو سناریوی احتمالی دربارهٔ دلیل بالا آمدن پر آشوب و توفانی سطح آب دریای سیاه در اواخر دورهٔ کواترنری ست.

## تاریخچه و مشخصات نگره

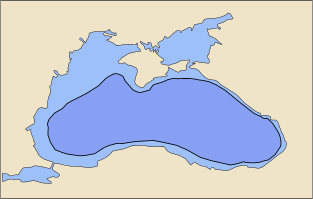
رنگ آبی روشن وضعیت امروز دریای سیاه و بر پایهٔ نگرهٔ پیتمن، رایان رنگ آبی تیره وضعیت آن در ۵۶۰۰ پیش از میلاد است.

در سال ۱۹۹۷ والترپیتمن، ویلیام رایان و همکارانشان برای نخستین بار نگرهٔ فوران آب دریای سیاه را منتشر کردند. برپایهٔ مطالعات آنها ریزش ویرانگر آب دریای مدیترانه در ۷۲۰۰ سال پیش از زمان انتشار نگره پیش آمده‌است. پیش از آن زمان آبهای حاصل از ذوب شدن یخچال‌ها میزان آب دریای سیاه و دریاچهٔ کاسپین را بالا برده باعث فوران و سرریز آب به دریای اژه شده‌است. با پس نشستن یخچال‌ها آب برخی رودخانه‌ها به دریای سیاه ریخته‌است. ذوب شدن یخچال‌ها و بالا رفتن سطح آب دریاهای آزاد مانند دریای مدیترانه دلیل شکسته شدن سد سنگی بزرگ بسفر و فوران آب در دریای سیاه شده‌است. این فوران کرانه‌های شمالی و غربی دریای سیاه را ۱۵۵ هزار کیلومتر مربع گسترش داده‌است، بر پایهٔ مطالعات دانشمندان میزان آبی که وارد دریای سیاه شده روزانه چیزی در حدود چهل میلیون متر مکعب یا ۲۰۰ برابر آبشار نیاگارا بوده‌است. درهٔ بسفر برای کم و بیش سیصد روز در حال غریدن و جابجا کردن آب بوده‌است.

## نگرهٔ توفان بزرگ اواخر پلیستوسن
نگرهٔ دیگری نیز درسالهای ۲۰۰۳ و ۲۰۰۷ دربارهٔ توفان ویرانگر اواخر دورهٔ کواترنری و فوران آب دریای سیاه منتشر شده‌است.

## نگرهٔ فوران تدریجی دریای سیاه
نگرهٔ دیگری نیز دربارهٔ فوران و سیلاب‌های تدریجی و بلند مدت دربای سیاه در بین دانشمندان زمین‌شناس در جریان است.